# Rainer Baake
Rainer Baake (* 15. August 1955 in Witten) ist ein deutscher Politiker (Grüne). Er gilt als Experte in Klima- und Energiefragen.
Baake arbeitete seit 1985 als hauptamtlicher Politiker der Grünen in der Umweltverwaltung und war knapp 20 Jahre lang Staatssekretär für Umwelt- und Energiefragen. Er ist derzeit Direktor der Stiftung Klimaneutralität. Baake arbeitet ehrenamtlich als Sonderbeauftragter der Bundesregierung für die deutsch-namibische Klima- und Energiekooperation und für die „Just Energy Transition Partnership“ (JETP) mit Südafrika.

## Leben
Nach dem Abitur arbeitete Rainer Baake von 1974 bis 1978 als Community Organizer in Chicago. Er studierte Anfang der 1980er Jahre in Marburg Volkswirtschaft und wurde Diplom-Volkswirt.
1983 trat Baake den Grünen bei und übernahm 1985 nach eigenen Angaben als erster Grüner ein hauptamtliches Wahlamt: Nach dem Abschluss von Koalitionsverhandlungen zwischen SPD und Grünen wählte der Kreistag des Landkreises Marburg-Biedenkopf Baake zum Ersten Kreisbeigeordneten und Stellvertreter des Landrats. Dabei trug er unter anderem auch Verantwortung als Umweltdezernent.
Rainer Baake war Staatssekretär im damaligen Hessischen Ministerium für Umwelt, Energie und Bundesangelegenheiten (1991 bis 28. Oktober 1998, siehe Kabinett Eichel I und II) unter Minister Joschka Fischer. Zusammen mit Fischer legte er die Hanauer Nuklearbetriebe still und lieferte sich eine harte Auseinandersetzung mit dem Essener RWE-Konzern um die Sicherheit des Atomkraftwerkes Biblis. Baake erarbeitete Strategien zur Förderung der erneuerbaren Energien und zur Steigerung der Energieeffizienz.
Nach Fischers Wechsel in die Bundespolitik blieb Baake in Hessen. In Vorbereitung auf die Bundestagswahl 1998 entstand unter seiner Regie ein Plan zur entschädigungsfreien Beendigung der Atomenergienutzung in Deutschland. Dazu sollten für die bestehenden 19 Kernkraftwerke in Deutschland im Atomgesetz Restlaufzeiten festgelegt, obligatorische Sicherheitsprüfungen gesetzlich festgeschrieben, die Pflicht zur finanziellen Vorsorge gegen Unfälle erhöht, die Wiederaufarbeitung abgebrannter Brennelemente und die Plutoniumwirtschaft beendet werden.
Von 1998 bis 2005 war er Staatssekretär unter Bundesminister Jürgen Trittin im Bundesministerium für Umwelt, Naturschutz und Reaktorsicherheit. Dort handelte er das Atomausstiegsgesetz von 2002 mit aus (siehe Atomausstieg). Während der sieben Jahre seiner Amtszeit im Bundesumweltministerium entstanden Förderprogramme und Gesetze zum Ausbau der erneuerbaren Energien, wurde der Emissionsrechtehandel eingeführt und ein Klimaschutzprogramm entwickelt. Rainer Baake gilt als einer der Vordenker der erneuerbaren Energien, insbesondere der Photovoltaik – häufig wird er als „Manager der Energiewende“ bezeichnet. Zusammen mit Trittin führte Baake im Auftrag der Bundesregierung die Verhandlungen zum Kyoto-Protokoll.
2006 berief die Deutsche Umwelthilfe e. V.(DUH) Rainer Baake gemeinsam mit Jürgen Resch zu ihrem Bundesgeschäftsführer; beide waren gleichzeitig auch Geschäftsführer der DUH Umweltschutz-Service GmbH.
Nachdem Bundeskanzlerin Angela Merkel eine Minderung der Klimagase in Deutschland um 40 % bis 2020 (gegenüber 1990) versprochen hatte, wies Baake auf den Widerspruch zur Errichtung einer neuen Generation von Kohlekraftwerken hin, die Angela Merkel unterstützt. Unter Baakes Leitung half die DUH Bürgerinitiativen, Kommunalpolitikern und Landesregierungen in Auseinandersetzungen gegen 30 geplante neue Kohlekraftwerke. Gleichzeitig mahnte Baake einen Ausbau der Netzinfrastruktur an, weil er dies für eine Schlüsselfrage für die Weiterentwicklung der erneuerbaren Energien hielt. Die DUH erarbeitete konkrete Vorschläge für eine transparente Planung und Bürgerbeteiligung beim Netzausbau.
Im Sommer 2008 berief der amtierende Ministerpräsident Roland Koch, CDU, Baake als ehrenamtlichen Berater in den Nachhaltigkeitsbeirat der Hessischen Landesregierung.
Im September 2008 entstand unter Baakes Leitung im Auftrag des Bundesvorstandes von Bündnis 90/Die Grünen eine „Zwischenbilanz Atomausstieg und Handlungsvorschläge“.
Nachdem die Regierung Merkel/Westerwelle im Dezember 2010 erst die Restlaufzeiten der verbliebenen Atomkraftwerke verlängert und nach der Reaktorkatastrophe von Fukushima Anfang 2011 den „zweiten Atomausstieg“ beschlossen hatte, wurde Baake der Gründungsdirektor des Thinktanks Agora Energiewende, der sich zum Ziel setzte unabhängig von Lobbyinteressen und Parteipolitik wissenschaftlich fundierte Wege zu einer erfolgreichen Energiewende aufzuzeigen. Unter Baakes Leitung wurde die Agora binnen kürzester Zeit zu einem der wichtigsten Akteure der Energiepolitik.
Im Oktober 2013 stellte Baake ein Konzept des Thinktanks für eine Reform des Erneuerbare-Energien-Gesetzes vor (EEG 2.0), wo er unter anderem dafür plädiert, die kostengünstigere Stromerzeugung durch Windenergie an Land und Solarstrom gegenüber den teureren Varianten Biomasse und Wind offshore zu priorisieren.
Das Konzept Baakes für ein EEG 2.0 war Gegenstand der Sondierungsgespräche zwischen Union und Grünen nach der Bundestagswahl 2013. Nachdem diese gescheitert waren und in der Folge eine Große Koalition gebildet wurde, berief die Regierung Merkel/Gabriel Rainer Baake im Januar 2014 zum Energiestaatssekretär. In der Folge einer schnellen Reform des EEGs im ersten Halbjahr kam es in 2014 zu einem Rekordausbau der Windenergie an Land (4.700 MW), der auch in den Folgejahren anhielt und 2017 mit 5.500 MW seinen Höhepunkt erreichte. Insgesamt wurden in der Legislaturperiode 18.400 MW zugebaut.
Baake zog Kritik von Lobbyverbänden und den Grünen auf sich, als er vorschlug, die Vergütung von Anlagen nach dem EEG von politisch festgesetzten Preisen auf wettbewerbliche Ausschreibungen umzustellen. Die Reform des Gesetzes wurde 2016 von CDU/CSU und SPD gegen die Stimmen von Bündnis 90/Die Grünen im Bundestag beschlossen.
Unter Baakes Leitung entstand zunächst ein Grünbuch, dann ein Weißbuch zur Weiterentwicklung des Strommarktes, um ihn fit zu machen für wachsende Anteile erneuerbarer Energien. Der Bundestag verabschiedete anschließend im Juni 2016 ein Gesetz zur Strommarktreform. Mit dem Gesetz wurde die Rechtsgrundlage für eine Plattform der Bundesnetzagentur geschaffen, die mit Hilfe von Grafiken in Echtzeit aufzeigt, wie der deutsche Strommarkt funktioniert und der Austausch mit den Nachbarländern erfolgt (SMARD-Plattform).
Am 17. März 2016 erschien in der ZEIT ein Namensartikel von Baake, in dem er aufzeigte, was eine Umsetzung des Pariser Klimaabkommens für die Förderung und den Verbrauch von Öl, Kohle und Erdgas bedeutet. Er forderte, „Unsere Produktion und unser Konsum müssen CO2-neutral werden“ und plädierte dafür, „diese Herausforderung als Chance für eine umfassende Modernisierung unserer Volkswirtschaft (zu) nutzen.“ Um Fehlinvestitionen zu vermeiden, müssten Industriebetriebe, Fahrzeuge und Gebäude rechtzeitig auf CO2-freie Alternativen umgestellt werden.
Nach der Bundestagswahl 2017 nahm Baake an den Sondierungsgesprächen für eine Jamaika-Koalition aus Union, Grünen und FDP teil. Nachdem die FDP die Gespräche abbrach, kam es erneut zu einer Großen Koalition und Peter Altmaier sollte Bundesminister für Wirtschaft und Energie werden. Am 5. März 2018 schrieb Baake Altmaier einen Brief und bat darum, ihn nach der Regierungsbildung von seinen Aufgaben zu entbinden. Zitat: „Von einem Staatssekretär werde zu Recht erwartet, dass er sich in fortdauernder Übereinstimmung mit den grundsätzlichen Zielen der Politik befindet.“ Die Klimapolitik der neuen Großen Koalition wollte Baake nicht mittragen. Wenige Tage zuvor hatte der sächsische Ministerpräsident Michael Kretschmer die Ablösung Baakes gefordert. Nachdem die Europäische Union sich auf das Ziel Klimaneutralität bis 2050 verständigt hatte, gründeten Rainer Baake und Bernhard Lorentz den Thinktank „Stiftung Klimaneutralität“, der im Juli 2020 die Arbeit aufnahm. Baake wurde Direktor der Stiftung Klimaneutralität.
Am 26. April 2021 veröffentlichte die Stiftung Klimaneutralität zusammen mit Agora Energie- und Verkehrswende eine wissenschaftliche Studie, mit der aufgezeigt wurde, wie Deutschland schon bis 2045 klimaneutral werden könne. Dazu müsse bis 2030 eine Minderung der Treibhausgase von 65 % (gegenüber 1990) erfolgen. Der Atmosphäre würde damit im Vergleich zum Ziel 2050 zusätzlich etwa eine Milliarde Tonnen CO2 erspart. Nachdem drei Tage später das Bundesverfassungsgericht das Klimaschutzgesetz der Großen Koalition für in Teilen verfassungswidrig erklärt hatte, weil es die Rechte der jüngeren Generationen verletze, machte die Bundesregierung sich die Vorschläge zu eigen. Mit einer Gesetzesnovelle wurde noch vor der Bundestagswahl das Ziel Klimaneutralität bis 2045 und Minderung der Treibhausgas um 65 % bis 2030 festgeschrieben.
Am 17. Juni 2021 veröffentlichte die Stiftung Klimaneutralität zusammen mit Agora Energie- und Verkehrswende 50 Politikvorschläge, mit denen das angehobene Klimaziel für 2030 erreicht werden könne. Die Vorschläge basierten auf einer Vielzahl von wissenschaftlichen Studien und rechtlichen Gutachten, die die drei Institutionen vorab in Auftrag gegeben hatten. Die Vorschläge fanden Eingang in die Koalitionsverhandlungen nach der Bundestagswahl im September 2021.
Nachdem Bundesminister Robert Habeck und der namibische Energieminister Tom Alweendo im März 2022 ein Kooperationsabkommen auf dem Gebiet der Wasserstoffwirtschaft zwischen Deutschland und Namibia geschlossen hatten, wurde Baake zum Sonderbeauftragten der Bundesregierung für die deutsch-namibische Klima- und Energiekooperation ernannt. Im Juli 2022 besuchte Rainer Baake das Land und führte Gespräche mit dem namibischen Präsidenten und Regierungsvertretern.
Seitdem berät Baake die namibische Regierung beim Aufbau einer Wasserstoffwirtschaft. Geplant ist vor allem die Produktion von mit Wind- und Solarenergie erzeugtem grünem Ammoniak und grünem Eisen.
Parallel arbeitet Baake als Sonderbeauftragter des BMZ für die „Just Energy Transition Partnership“ (JETP) mit Südafrika. Die Bundesregierung hat im Rahmen des Pariser Klimaabkommens gemeinsam mit den USA, Großbritannien, Frankreich und der EU eine Partnerschaft für eine sozial gerechte Energiewende mit Südafrika vereinbart. Deutschland unterstützt die Investitionen in die Infrastruktur für erneuerbare Energien und Politikreformen mit mehr als einer Milliarde Euro. Auf einer Veranstaltung der südafrikanischen Regierung im Rahmen der Klimakonferenz in Dubai (2023) sprach Baake die Chancen und Herausforderungen der Energiewende offen an.

## Privates
Baake wuchs in der Ruhrgebietsstadt Witten auf und legte sein Abitur 1974 am Albert-Martmöller Gymnasium ab. Er ist verheiratet mit der ehemaligen norwegischen Opernsängerin und heutigen Journalistin Ranveig Eckhoff. Baake und Eckhoff bereisten von 2018 bis 2021 Afrika, Süd- und Nordamerika und Australien. Sie veröffentlichen 2021 ein Buch mit dem Titel „Neue Horizonte – Eine Erkundungsreise um die Welt“. Während der Reise durch Afrika drehte Baake einen Film für die Internationale Agentur für Erneuerbare Energien (IRENA) mit dem Titel „Renewable Energy Impact in Southern Africa“.